# تجارب النظم المحلية
تجارب النظم المحلية، يُقصد بها تجارب تقنيات الحاسوب في معالجة المعلومات.    حتى مطلع العقد السادس من القرن العشرين، كانت الأساليب التقليدية (اليدوية) في العمل ما زالت سائدة، في أغلب مؤسسات المعلومات، على مستوى العالم ، وعلى الرغم من وجود بعض من هذه المؤسسات، ومنها على وجه الخصوص المكتبات الجامعية، في الولايات المتحدة، كانت قد استخدمت تطبيقات آلية بمستويات ومجالات محددة من العمل المكتبي. إلا إن بداية استخدام الحواسيب في مؤسسات المعلومات، كان موجه للاستفادة منها في بناء نظم محلية لخزن واسترجاع المعلومات. حيث استثمرت هذه المؤسسات، تقنيات الحاسوب   في معالجة المعلومات، التي كانت مخزنة على الأنواع المختلفة من البطاقات، مثل البطاقات المثقوبة الحواف أو البطاقات المثقبة ذات الثمانين عامودا، التي كانت تعالج في السابق، باستخدام أجهزة كهروميكانيكية. فضلا عن ذلك استخدمت الحواسيب في إصدار منتجات مطبوعة، مثل نشرات المعلومات، للمواد المستلمة حديثا وكشافات متنوعة الأغراض، وخدمات البث الانتقائي للمعلومات.ومع أواخر عقد الستينيات من القرن العشرين، سارعت العديد من مؤسسات المعلومات في أمريكا الشمالية وأوروبا الغربية خاصة، إلى استخدام الحواسيب في بعض العمليات المكتبية، ستطوير نظمها المحوسبة محليا، بعد أن تجاوزت المشكلات العديدة، التي رافقت تطبيقاتها المحوسبة في المراحل الأولى لها. والتي نتجت عن
1. عجز العاملين في هذه المؤسسات من أن يكونوا واضحين ومحددين في مطالبهم للاستفادة من تقنية الحواسيب .
2. تقنية الحواسيب كانت هي أيضا تعاني من بعض المشكلات المرتبطة بحداثتها، ولجهل العديد من المؤسسات بقدرات هذه التقنية ومدى الاستفادة منها.
3. ظهور بعض ردود الفعل السلبية التي سادت في أوساط أغلب العاملين في مؤسسات المعلومات، بسبب تخوفهم من أن هذه الأجهزة يمكن أن تحل محلهم وتجعلهم خارج الخدمة.

ومع تجاوز هذه المعوقات تدريجيا، حققت تجارب الحوسبة في مؤسسات المعلومات نجاحات مهمة في التطبي]، سذلك بسبب:
1. أن تقنية الحواسيب قد بدأت تتطور بسرعة كبيرة على مستوى المعدات والبرمجيات، فضلا عن ظهور الحواسيب الشخصية وانخفاض الكلفة المادية لها.
2. مشاريع الحوسبة أصبح لها متحمسين بين العاملين في مؤسسات المعلومات من الذين أدركوا الفوائد العديدة لتطبيقات الحواسيب في مؤسساتهم، وانعكاسات ذلك على المهنة ورضا المستفيدين عنهم.

إن التجارب الأولى لمؤسسات المعلومات، في بناء أنظمتها المحلية ركزت على مجالات أنظمة الفهرسة والفهارس وأنظمة الإعارة والتزويد، وبعض الأنظمة الفرعية المتعلقة بخدمات المعلومات، مثل خدمة الإحاطة الجارية والبث الانتقائي للمعلومات. وعلى الرغم من إن هذه الأنظمة كانت قد حققت قفزة نوعية في أنشطة وعمل مؤسسات المعلومات، بالمقارنة مع الأنظمة التقليدية (اليدوية) في تلك المدة، إلا إنها في الواقع لم تكن سوى أنظمة تحاكي الأنظمة التقليدية في الأداء، ولكن بطريقة آلية.فنظام التزويد الآلي، على سبيل المثال، ينجز العمليات الخاصة بطلب مصادر المعلومات من خلال ملفين، الأول خاص بالطلب، ويحتوي على مجموعة من الحقول خاصة بالمؤلف والعنوان والسعر وتاريخ الطلب. والملف الثاني خاص بالتزويد ويحتوي على حقول للمجهزين وعناوينهم، وكما يلاحظ أن هذه المعلومات كانت متوفرة أصلا على شكل بطاقات في فهرس التزويد، ولعل الإنجاز الذي تحقق هو في سرعة الاسترجاع في الأنظمة الآلية، وحتى هذه السرعة لم تشجع العديد من مؤسسات المعلومات، للتحول الآلي في بداية الأمر، وذلك بسبب الكلفة العالية لأجهزة الحواسيب، والحاجة إلى إعداد ملاكات تمتلك الكفاءة والقدرة في عمليات الإدخال، والخبرة في عمليات الاسترجاع.
عموما لم تزد الأنظمة الآلية، في مرحلة الستينيات عن كونها مجموعة من الملفات، التي تعمل بشكل مستقل ومنفصل عن بعضها، ومكتوبة باستخدام لغات البرمجة ذات المستوى العالي، التي ظهرت في المدة من 1960 – 1963 والتي كان من أبرزها لغة كوبول Cobol ولغة بيسك Basic. وفي منتصف الستينيات ومع التزايد الكبير في حجم البيانات المخزنة، ظهرت الحاجة إلى أساليب جديدة لخزن واسترجاع المعلومات، تتجاوز السلبيات المرافقة للنظم المحوسبة القائمة على أساس الملفات المنفصلة.وبشكل عام يمكن أيجاز أبرز تلك السلبيات في الآتي:
1. التكرار في البيانات. البيانات نفسها يمكن أن تتكرر في أكثر من ملف وعدة مواقع تخزينية، والسبب في ذلك يرجع إلى وجود عدة برامج في النظام الرئيسي، أو كتابة البرامج بلغات مختلفة، مما يؤدي إلى هدر المساحات التخزينية، والتي يترتب عليها زيادة التكلفة لتوفير وسائط خزن إضافية، وكذلك زيادة تكلفة الحصول على البيانات.
2. صعوبة الوصول إلى البيانات. بسبب تواجد البيانات في عدة ملفات، سقوم المبرمج بكتابة برامج متعددة لغرض توفير إمكانية الوصول إلى البيانات، وهذا يؤدي إلى استهلاك الوقت والجهد وزيادة التكلفة.
3. مشكلة فرز البيانات. عادة تتوزع البيانات على عدد من الملفات المكونة للنظام المحلي للدرجة التي يصعب معها فرز وتبويب البيانات لمتطلبات المستفيدين، في مرحلة الاسترجاع، ويمكن القول أن البيانات ذات العلاقة تكون شبه معزولة عن بعضها، مما يؤدي إلى صعوبة عرض المعلومات بشكل متناسق لتحقيق الاستفادة منها.
4. من المشكلات الأخرى صعوبة تمثيل البيانات المختزنة لواقع المؤسسة ومتطلبات الصيانة الزائدة للملفات وتطبيقات المستخدمين أضف إلى ذلك صعوبة الحفاظ على سرية وأمن البيانات.

1. ↑  "What is Computer Science?". Department of Computer Science, University of York (بالإنجليزية الأمريكية). Archived from the original on 2020-06-11. Retrieved 2020-06-11.
2. ↑  What Can Be Automated? Computer Science and Engineering Research Study. Computer Science Series (بالإنجليزية). MIT Press. 1980. ISBN:978-0262010603. Archived from the original on 2021-01-09.
3. ↑  Harel، David (2014). Algorithmics The Spirit of Computing. Springer Berlin. ISBN:978-3-642-44135-6. OCLC:876384882. مؤرشف من الأصل في 2020-06-17. اطلع عليه بتاريخ 2020-06-17.
4. ↑  محمد فريد غنايم (1986). قاموس الكمبيوتر العربي.
5. ↑  فراس حسون علي (1986). قاموس مصطلحات الحاسبة الألكترونية.

1. ↑  [أ] شابسيغ (2016)، ص. 34.
[ب] الجمعية السورية (2000)، ص. 112.